# Shenhua
Le groupe Shenhua est une entreprise énergétique d'état chinoise. Shenhua est le premier producteur mondial de charbon. Il a été fondé en 1995 par le Conseil des affaires de l’État. Elle est basée à Pékin.

## Histoire
L'entreprise a été créée en 1995.
En août 2017, les autorités chinoises ont annoncé la fusion de China Guodian et de Shenhua Group. Cette fusion crée un groupe, qui prend pour nom National Energy Investment Group, et totalise 227,9 milliards d'euros d'actifs avec une puissance de production installée de 225 gigawatts, dont 33 de sources éoliennes.